# Hausgeist

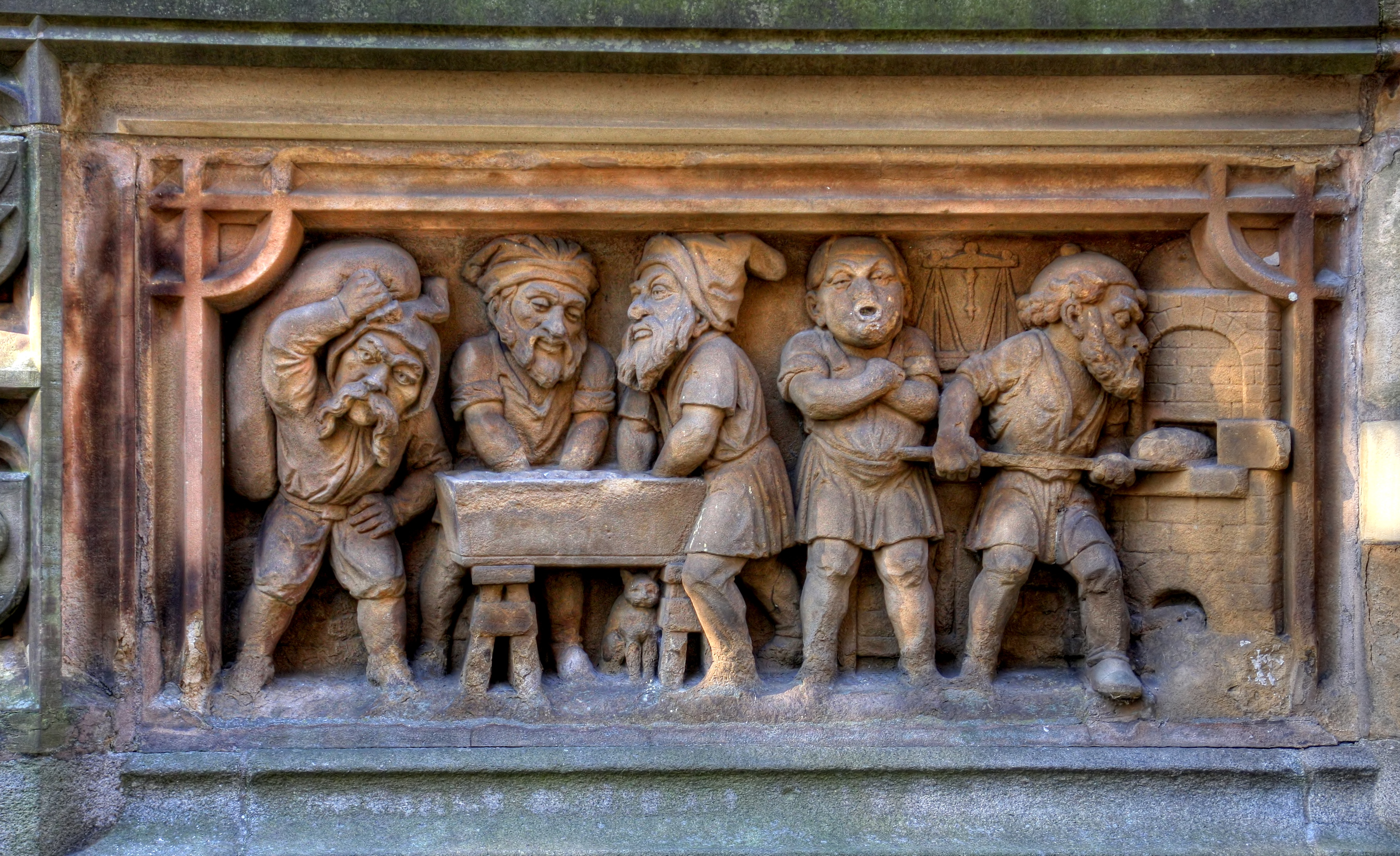
Heinzelmännchen zählen zu den wohlwollenden Hausgeistern.

Ein Hausgeist oder auch Hausgespenst ist dem Volksglauben nach ein Geistwesen, das in einem Haus oder Grundstück wohnt. In Sagen und Mythen treten sie gewöhnlich als Schutzgeister auf, die über Haus und Hof wachen und Menschen, Tiere und Güter schützen. Nach Tabuverletzungen oder Normverstößen der Hausbewohner erscheinen sie häufig als Plagegeister, die gebannt oder vertrieben werden müssen.

## Ursprünge
Es ist schwierig, einen genauen Ursprung des Glaubens an den Hausgeist zu ermitteln. Der Hausgeist wurde erstmals von Johann Leonhard Frisch in seinem Wörterbuch 1741 beschrieben. Er wurde hier als spiritus familiaris bezeichnet und bezeichnet eher einen gutmütigen Geist. Hausgeist als Sammelbezeichnung mehrerer Geisterarten war hier wohl unüblich und hat sich erst in der späteren Zeit entwickelt. Bereits in der ersten Hälfte des 20. Jahrhunderts war der Begriff in den deutschen Dialekten nicht mehr vorhanden, was die Vermutung aufkommen ließ, dass er sich zu einem pseudowissenschaftlichen Sammelbegriff entwickelt hat.

## Einteilung
Es können verschiedene Typen von Hausgeistern unterschieden werden, wobei einzelne Hausgeister nicht immer klar zugeordnet werden können:
spezielle Raumgeister bewohnen nur einen Teil des Hauses oder Hofes, etwa die Küche, den Keller oder den Stall, der dadurch zu einem Ort mit bestimmten Tabuvorschriften wird. Hierbei existieren persönliche Dienstgeister, die konkreten Hausbewohnern zu Diensten sind und dabei helfen, deren Wohlstand zu mehren und zu sichern, z. B. Flaschengeister oder Drake. Hauszwerge wie Heinzelmännchen oder Kobolde stehen sowohl im Ruf, als unsichtbare Helfer im Haushalt über Nacht zu helfen, als auch ihren Schabernack zu treiben oder faule Bedienstete anzutreiben. Plagegeister wie Nachtalbe oder Poltergeister zählen zu den böse gesinnten Hausgeistern, die die Bewohner belästigen oder Häuser gar unbewohnbar machen sollen.
Zu den europäischen Hausgeistern gehören der Schrat, die Laren, die Heinzelmännchen, manche Kobolde und Wichtel. Der Hausgeist ist im europäischen Kulturkreis außerdem die Bezeichnung für einen (oft als Haustier getarnten) Geist, der einer Hexe dient und sie beim Ausüben ihrer Magie unterstützt; seit den 2000er Jahren wird hierfür insbesondere im Neopaganismus zumeist der Begriff Familiar genutzt.
In Thailand sollen die guten Geister eines Hauses in einem Geisterhäuschen San Phra Phum beheimatet sein.
In Russland und anderen slawischen Ländern hat nach dem Volksglauben jedes Haus einen Domowoi, der es beschützt.